# Filmologia feminista
Filmologia feminista ou teoria de cinema feminista é a teoria crítica de cinema derivada das políticas e teoria feminista. As feministas têm muitas abordagens para análise do cinema, sobre os elementos dos filmes estudados e seus fundamentos teóricos.

## História
O desenvolvimento da filmologia feminista foi influenciada pela segunda onda do feminismo e o desenvolvimento de estudos sobre as mulheres nos anos 1960 e 70. Estudiosas feministas começaram a tomar sugestões de novas teorias decorrentes destes movimentos para a análise do cinema. Tentativas iniciais nos Estados Unidos no início da década de 1970 foram, em geral, baseada na teoria sociológica e incidiu sobre a função das personagens femininas , em particular, narrativas e gêneros dos filmes, e estereótipos como um reflexo da visão da sociedade sobre as mulheres. Obras como a de Marjorie Rosen, Popcorn Venus: Women, Movies, and the American Dream (1973) e From Reverence to Rape: The Treatment of Women in Movies de Molly Haskell (1974) analisam como as mulheres são retratadas nos filmes, relacionando com o contexto histórico mais largo, os estereótipos representados, na medida em que as mulheres eram apresentados como ativas ou passivas, e a quantidade tempo de tela dado para as mulheres.
Em contraste, teóricas de cinema na Inglaterra, começaram a integrar perspectivas baseadas na teoria crítica e, inspirando-se na psicanálise, semiótica, e o marxismo. Eventualmente, estas ideias ganharam espaço na comunidade acadêmica americana entre a virada dos anos 70 para 80. A análise, em geral, concentrava no que foi descrito como "O sentido da produção do texto de um filme, a forma que um texto constrói uma visão do assunto, e as maneiras em que os próprios mecanismos de produção cinematográfica afetam a representação de mulheres e reforçam o sexismo".
A feminista britânica e teórica de cinema, Laura Mulvey, é mais conhecida por seu ensaio, Prazer Visual e Cinema Narrativo, escrito em 1973 e publicado em 1975 na influente revista britânica de filmologia, Screen. O ensaio mais tarde apareceu em uma coleção dos seus ensaios, intitulado Visual and Other Pleasures, bem como em inúmeras outras antologias. Seu artigo, que foi influenciado pelas teorias de Sigmund Freud e Jacques Lacan, é um dos primeiros grandes ensaios que ajudou a mudar a orientação da filmologia para uma psicanálise do quadro. Antes de Mulvey, teóricos de cinema como Jean-Louis Baudry e Christian Metz usaram ideias da psicanalítica e em suas contas teóricas de cinema. A contribuição de Mulvey, no entanto, inaugurou a intersecção entre a filmologia, psicanálise e o feminismo.
Em  "a Identificação, o Espelho", seu ensaio em The Imaginary Signifier, Christian Metz argumenta que a visualização do filme, só é possível através de escopofilia (prazer de olhar, relacionados com o voyeurismo), o que é melhor exemplificada no filme mudo.
De acordo com Cynthia A. Freeland em "Feminist Frameworks for Horror Films," os estudos feministas de filmes de terror têm focado em psicodinâmica onde o interesse principal é "nos motivos dos espectadores e interesses em assistir filmes de terror".
Mais recentemente, estudiosos têm se expandido seu trabalho para incluir a análise de televisão e mídias digitais. Além disso, eles começaram a explorar as noções de diferença, engajar-se em diálogo sobre as diferenças entre as mulheres (parte do movimento contra o essencialismo feminista de modo mais geral), várias metodologias e perspectivas contidas, sob a égide da filmologia feminista, e a multiplicidade de métodos e efeitos que se pretende alcançar, que influenciam o desenvolvimento de filmes. Estudiosos também estão tomando cada vez mais perspectivas globais, de responder as críticas do pós-colonialismo de percepção Anglo- e Eurocentrismo na academia em geral. Maior atenção tem sido dada, as "diferentes feminismos, os nacionalismos, mídia em vários locais e em toda as classes, raciais, étnicas e grupos em todo o mundo".

### Temas-chave

#### O olhar e a espectadora
Considerando a forma que os filmes são colocados juntos, muitas feministas e críticos de cinema têm apontado para o que eles chamam de "olhar masculino" que predomina naHollywood clássica. Budd Boetticher resume a visão assim:
"O que conta é o que a heroína provoca, ou melhor, o que ela representa. Ela é a única, ou melhor, o amor ou o medo que ela inspira no herói, ou então a preocupação que ele sente por ela, que lhe faz agir da maneira que ele faz. Em si mesma a mulher não tem a mínima importância.":28
O influente ensaio de Laura Mulvey,  "Visual Pleasure and Narrative Cinema (Prazer Visual e Cinema Narrativo)" (escrito em 1973 e publicado em 1975) amplia esta concepção argumentar que no cinema as mulheres são normalmente representados em um papel passivo, que oferece prazer visual através da escopofilia,:30 e de identificação na tela com o ator masculino.:28 afirma: "Em seu tradicional exibicionista papel que as mulheres são, simultaneamente, olhadas e apresentadas, com a sua aparência codificadas para visual forte e impacto erótico, de forma que elas pode ser dito para conotar ser-olhada-em- promontório,":28 e, como resultado, sustenta que no filme a mulher é a "portadora de significado, não um criadora de significado".:28 Mulvey, argumenta que a teoria psicanalítica de Jacques Lacan é a chave para a compreensão de como o filme cria um espaço para objetificação da sexualidade feminina e a exploração , através da combinação da ordem patriarcal e o  'olhar' em si, como um prazeroso ato de voyeurismo, como "o cinema satisfaz um desejo primordial para o agradável olhar.":31
Enquanto Laura Mulvey, tem um lugar especial na filmologia feminista, é também importante notar que suas ideias sobre a maneira de ver o cinema (a partir do elemento voyeurista para identificação dos sentimentos) tem sido muito importante para algumas teóricas de cinema feministas em termos de definição do ponto de vista psicanalítico da audiência.
Mulvey, identifica três "olhares" ou perspectivas que ocorrem nos filmes, que ela argumenta, servem para objetificar sexualmente as mulheres. A primeira é a perspectiva do personagem masculino na tela e como ele percebe a personagem feminina. A segunda é a perspectiva do espectador, como eles vêem a personagem feminina na tela. O terceiro "olhar" junta-se aos dois primeiros: é a perspectiva do espectador masculino com o personagem masculino do filme. Esta terceira perspectiva permite que o público masculino para levar a personagem feminina como seu próprio objeto sexual porque ele pode relacionar-se, através do olhar, com o homem do filme.:28
No papel, Mulvey, chama de destruição da estrutura do cinema moderno como a única forma de libertar as mulheres de suas objetificações sexuais no filme, argumentando para uma remoção do codificado voyeurismo  no formato dos filmes, criando distância entre o espectador masculino e a personagem feminina. A única maneira de fazer isso, Mulvey, argumenta, é destruir o elemento de voyeurismo e "invisível convidado". Mulvey também afirma que a dominação que os homens incorporam só é assim porque as mulheres existem,  sem uma mulher para fazer comparação, o homem e sua supremacia como o controlador de prazer visual, são insignificantes. Para Mulvey, é a presença da mulher que define a ordem patriarcal de sociedade, bem como a psicologia masculina de pensamento.

Mulvey argumenta que é provavelmente influenciada pela época que ela escreveu. "Prazer Visual e Cinema Narrativo", foi composto durante o período da segunda onda do feminismo, que estava preocupado com alcançar a igualdade para as mulheres no local de trabalho, e com as explorações e implicações psicológicas dos estereótipos sexuais. Mulvey clama por uma erradicação da objetificação sexual feminina, alinhando-se com a segunda onda do feminismo. Ela argumenta que, para que as mulheres sejam igualmente representados no local de trabalho, as mulheres devem ser retratadas como homens são: sexualmente com fata de objetificação.
Em suas notas para edição em DVD da The Criterion Collection para Peeping Tom deMichael Powell (um filme sobre um homicida voyeur que filma as mortes de suas vítimas), Mulvey afirma que o voyeurismo do espectador de cinema é feito chocantemente óbvio e ainda mais, porque o espectador se identifica com o pervertido protagonista. A inferência é que as espectadoras, identificam-se com o observador masculino ao invés do objeto de olhar feminino.
B. Ruby Rich, argumenta que as relações das mulheres com o filme em vez disso é dialético, conscientemente, a filtragem de imagens e mensagens que elas recebem através do cinema, e reprocessam, captem os seus próprios significados.
Vindo de uma perspectiva do feminismo negro, bell hooks , estendendo a noção de "olhar oposto" para incentivar as mulheres negras não aceitar representações estereotipadas no filme, e sim ativamente crítica-los. O artigo de Janet Bergstrom "Enunciação e Diferença Sexual" (1979), usa ideas de Sigmund Freud sobre respostas bissexuais, argumentando que as mulheres são capazes de identificar-se com os personagens do sexo masculino e homens com personagens femininas, sucessivamente ou simultaneamente. Miriam Hanson, em "Pleasure, Ambivalence, Identification: Valentino and Female Spectatorship (O Prazer, a Ambivalência, a Identificação: Valentino e  Platéia Feminina)" (1984) apresenta a ideia de que as mulheres também são capazes de ver personagens do sexo masculino como objetos eróticos de desejo. Em "The Master's Dollhouse: Rear Window (O Mestre da Casa de bonecas: Janela indiscreta)" Tania Modleski argumenta que o filme do Hitchock, Janela Indiscreta, é um exemplo do poder do olhar masculino e a posição da mulher como uma prisioneira do "dono da casa".
Carol Clover, em seu popular e influente livro "Men, Women, and Chainsaws: Gender in the Modern Horror Film" (Princeton University Press, 1992) argumenta que os jovens  espectadores do sexo masculino do gênero Horror,  estão bastante preparados para identificar-se com a mulher-em-perigo, um componente-chave da narrativa de Horror, e identificar-se inesperadamente unm nível profundo. Trevo defende que a "Final Girl" no subgênero psicossexual da exploitation de terror, invariavelmente, triunfa através de sua própria capacidade, e não está, por qualquer meio, de uma passiva, ou ineviavelmente, vítima. Laura Mulvey, em resposta a estas e outras críticas, revisitou o tema "reflexões posteriores sobre" Prazer Visual e Cinema Narrativo' inspirado pelo Duel in the Sun" (1981). Na abordagem das espectadoras heterossexuais, ela revisou sua posição ao argumentar que as mulheres podem tomar dois papéis possíveis em relação ao cinema: uma identificação masoquista com o objeto de desejo feminino, em última análise, auto-destrutiva ou uma identificação transexual com homens como ativos espectadores do texto. Uma nova versão do olhar foi oferecido no início da década de 1990 por Bracha Ettinger, que propôs a noção de "olhar matrixial".

### Realismo e o Cineasta
O início de trabalho de Marjorie Rosen e Molly Haskell sobre a representação das mulheres no filme foi parte de um movimento para fazer as representações das mulheres mais realista, tanto em documentários e cinema narrativo. A crescente presença feminina na indústria cinematográfica foi vista como um passo positivo em direção à concretização deste objetivo, chamando a atenção para os problemas femininos e colocando alternativas a diante, mais verdadeiras para vida dos pontos de vista das mulheres. No entanto, Rosen e Haskell, afirmam que estas imagens ainda são mediadas pelos mesmos fatores dos filmes tradicionais, como o "câmera em movimento, composição, edição, iluminação, e todas as variedades de som." Embora reconhecendo o valor da inserção positiva representações das mulheres no filme, alguns críticos afirmaram que a verdadeira mudança só viria a cerca de repensar o papel do cinema na sociedade, muitas vezes a partir de uma semiótica do ponto de vista.
Claire Johnston colocar diante da ideia de que as mulheres do cinema pode funcionar como "contador de cinema". Através da consciência dos meios de produção e a oposição de ideologias sexistas, os filmes feitos por mulheres que têm o potencial para propor uma alternativa aos tradicionais filmes de Hollywood. Em reação a este artigo, muitas mulheres cineastas têm integrado "formas alternativas e técnicas experimentais" para "encorajar o público a críticar as imagens aparentemente e transparente na tela e a questão da manipulação, técnicas de filmagem e edição".